# Elizabeth Rodriguez
Pour les articles homonymes, voir Rodriguez.
Elizabeth Rodriguez, née à New York le 27 décembre 1980, est une actrice américaine.
Après de nombreuses apparitions à la télévision et des rôles secondaires au cinéma, elle se fait connaître du grand public par le rôle d'Aleida Diaz dans la série Orange Is the New Black (2013-2019) de Netflix. Dès lors, elle joue des rôles réguliers dans des séries comme Grimm (2014-2015), Power (2014-2019), Fear the Walking Dead (2015) et Chance (2017).

## Biographie

### Jeunesse et formation
Ses parents sont portoricains mais elle est née et a été élevée à New York.
Diplômée du Lehman College, elle intègre le William Esper Studio à Manhattan, afin d'étudier la comédie pendant deux ans.

### Carrière

#### Débuts et rôles secondaires
Parallèlement à ses études, Elizabeth Rodriguez décroche ses premiers contrats et elle fait ses débuts au cinéma, notamment avec le drame indépendant Fresh sorti en 1994 avec Samuel L. Jackson et Giancarlo Esposito et le film d'action à succès Desperado, sorti l'année suivante. Il s'agit du deuxième film de la trilogie El Mariachi de Robert Rodriguez, le premier étant El Mariachi et le troisième Il était une fois au Mexique... Desperado 2.
Côté télévision, elle apparaît dans de nombreuses séries télévisées telles que New York Undercover qui signe son premier rôle régulier mais aussi Oz, New York Police Blues, FX, effets spéciaux...
La décennie suivante, Rodriguez poursuit ses rôles mineurs et ses apparitions comme dans la série médicale populaire Urgences, dans laquelle elle interprète une infirmière pendant trois épisodes, ou encore Six Feet Under, The Shield, puis, elle tente de percer au cinéma, jouant essentiellement dans des longs métrages indépendants.
En 2001, elle participe au drame Blow de Ted Demme avec Johnny Depp et Penélope Cruz. En 2005, elle est à l'affiche de la comédie musicale Sueno avec Ana Claudia Talancón, Elizabeth Peña et John Leguizamo. Une production tièdement accueillie. Entre-temps, elle n'en oublie pas la télévision et participe au téléfilm de conclusion de la série Diagnostic : Meurtre avec Dick Van Dyke et Barry Van Dyke.
L'année suivante, Elizabeth Rodriguez est à l'affiche du film policier Miami Vice : Deux flics à Miami, le long métrage de Michael Mann qui est une adaptation cinématographique de la série télévisée Deux flics à Miami, qui lui permet de côtoyer les hauteurs du box-office et de donner la réplique à Jamie Foxx et Colin Farrell. Puis, elle joue le rôle de Carmen Morales dans le feuilleton télévisé américain La Force du destin (2008-2009), avant d'obtenir un rôle régulier dans la série policière Suspect numéro un New York (2011). Cette série est cependant annulée au bout d'une saison, faute d'audiences.
Avant cela, elle continue les rôles secondaires au cinéma jouant sous la direction de Philip Seymour Hoffman pour la comédie dramatique Rendez-vous l'été prochain avec Amy Ryan et John Ortiz; elle est dirigée par Tamar Simon Hoffs pour la série B, Étudiantes exemplaires aux côtés de Malcolm McDowell; et elle joue dans le drame sportif écrit et joué par 50 Cent, All Things Fall Apart.

#### Succès au théâtre,OITNBet rôles réguliers

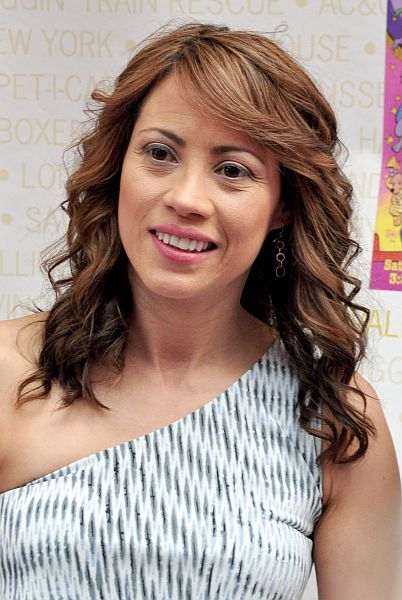
Lors de la 13^{e} cérémonie des Broadway Barks Benefit, en juillet 2011.

En 2011, Elizabeth Rodriguez, en tant que membre du LAByrinth Theater Company (en) de New York, remporte un Outer Critics Circle pour son rôle dans The Motherf*cker with the Hat de Stephen Adly Guirgis, joué à Broadway. La même année, elle est aussi en lice pour le Tony Award de la meilleure actrice dans une pièce.
En 2013, elle est proposée pour un prix Imagen Awards grâce à son interprétation dans la comédie dramatique Tio Papi. Mais cette année-là, elle décroche surtout le rôle d'Aleida Diaz dans Orange Is the New Black, la nouvelle série produite et diffusée par Netflix. C'est l'une des deux premières séries produites par Netflix avec House of Cards, elle rencontre un succès important, elle est l'une des séries les plus plébiscitées par le public et la critique de ces dernières années. Elle a, par exemple, remporté des prix lors de la cérémonie des Screen Actors Guild Awards et lors des Emmy Awards (l'équivalent des Oscars pour la télévision). La série est considérée comme un show peu conventionnel qui libère les clichés sur les femmes et l'univers carcéral.
L'année suivante, elle rejoint ainsi une autre série dramatique qui fonctionne, Power, dans laquelle elle incarne Paz Valdez, un personnage récurrent. Et en 2015, elle rejoint la distribution principale de la saison 1 de Fear the Walking Dead. C'est une série dérivée de l'univers de The Walking Dead.
En 2016, elle joue les guest-star dans la saison 4 de Devious Maids,.
En 2017, elle rejoint la distribution de la deuxième et dernière saison de Chance, une série noire portée par Hugh Laurie et distribuée par la plateforme Hulu. La même année, elle remporte son troisième Screen Actors Guild Award de la meilleure distribution pour une série télévisée comique grâce à OITNB et elle joue dans le blockbuster Logan aux côtés d'Hugh Jackman.
En 2019, sort la septième et dernière saison d'Orange Is the New Black qui connaît un large succès.

## Filmographie

### Cinéma

#### Longs métrages
- 1994 : Fresh de Boaz Yakin : Consuela
- 1995 : Desperado de Robert Rodriguez : Fan de Mariachi
- 1995 : Génération sacrifiée de Albert Hughes et Allen Hughes : Marisol
- 1997 : I Think I Do de Brian Sloan : Celia
- 1998 : Loin du paradis de Joseph Ruben : Gaby, l'ex du Sheriff
- 1999 : Golfballs! de Steve Procko : Fille de Bentwood 5
- 2001 : Acts of Worship de Rosemary Rodriguez : Jan
- 2001 : Blow de Ted Demme : Martha Oliveras
- 2005 : Four Lane Highway de Dylan McCormick : Sasha
- 2005 : Sueno de Renée Chabria : Carmen
- 2006 : Miami Vice : Deux flics à Miami de Michael Mann : Gina Calabrese
- 2007 : On Bloody Sunday de Christian Sesma : Isabelle, adulte
- 2008 : A Line in the Sand de Jeffrey Chernov : Martel
- 2010 : Rendez-vous l'été prochain de Philip Seymour Hoffman : Waldorf Event Assistant
- 2010 : Étudiantes exemplaires (Pound of Flesh) de Tamar Simon Hoffs : Sgt. Rebecca Ferraro
- 2011 : All Things Fall Appart de Mario Van Peebles : Mrs. Lopez
- 2013 : Effets secondaires (Side Effects) de Steven Soderbergh : la pharmacienne
- 2013 : Tio Papi de Fro Rojas : Cheeky
- 2014 : Take Care de Liz Tuccillo : l'infirmière Janet
- 2014 : Glass Chin de Noah Buschel : Rita Sierra
- 2014 : Quand vient la nuit (The Drop) de Michaël R. Roskam : la détective Romsey
- 2015 : 11:55 Holyoke de Ari Issler et Ben Snyder : Angie
- 2017 : Logan de James Mangold : Gabriela
- 2018 : Skate Kitchen de Crystal Moselle : Renata
- 2018 : Making Babies de Josh F. Huber : Maria

#### Courts métrages
- 1991 : Bedhead de Robert Rodriguez : L'infirmière
- 2007 : Tracks of Color de Federico Castelluccio : Sonia Martinez

### Télévision

#### Séries télévisées
- 1994 : Lifestories: Families in Crisis : Erika (1 épisode)
- 1994 : CBS Schoolbreak Special : Jan (1 épisode)
- 1994 : New York, police judiciaire : Elvira Juarez (saison 4, épisode 22)
- 1994 - 1995 : New York Undercover : Gina (saison 1, 5 épisodes)
- 1995 : New York News : Tanya (2 épisodes)
- 1995 : New York Police Blues : Amalia Lopez (1 épisode)
- 1995 : New York, police judiciaire : Caridad Montero (saison 6, épisode 2)
- 1997 : Oz : Maritza Alvarez (saison 1, épisodes 3 et 4)
- 1997 : FX, effets spéciaux : Kit Marchado (1 épisode)
- 1998 : Trinity : Del Bianco (2 épisodes)
- 1999 - 2001 : Urgences : Infirmière Sandra (3 épisodes)
- 2000 : New York Police Blues : Anita Rios (1 épisode)
- 2001 : Voilà ! : Maria (1 épisode)
- 2001 : Six Feet Under : Sylvie (1 épisode)
- 2002 : New York 911 : Sergent Chris Reyes (1 épisode)
- 2002 - 2003 : The Shield : Lita Valverde (2 épisodes)
- 2008 - 2009 : La Force du destin : Carmen Morales (56 épisodes)
- 2009 : New York, police judiciaire : Isabel Alvarez (saison 20, épisode 7)
- 2009 : Flashforward : Ingrid Alvarez (1 épisode)
- 2010 : Cold Case : Affaires classées : Gina Lopresi (1 épisode)
- 2011 - 2012 : Suspect numéro un New York : Détective Carolina Rivera (saison 1, 5 épisodes)
- 2012 : New York, unité spéciale : Carmen Vasquez (saison 13, épisode 14)
- 2013 : Mad : Letty / Jessie Spano (1 épisode)
- 2013 - 2019 : Orange Is the New Black : Aleida Diaz (rôle récurrent - 79 épisodes)
- 2014 - 2015 : Grimm : Agent Chavez (rôle récurrent - saisons 4 à 5, 5 épisodes)
- 2014 - 2020 : Power : Paz Valdes (rôle récurrent)
- 2015 : Fear the Walking Dead : Liza Ortiz (principale saison 1, 6 épisodes - invitée saison 2, 1 épisode)
- 2016 : Devious Maids : Josefina (saison 4, 2 épisodes)
- 2017 : Chance : Kristen Clayton (saison 2, 8 épisodes)
- 2019 : Shameless : Faye Donahue (saison 10, épisodes 7, 8, 9, 10)
- 2020 : Power Book II: Ghost : Paz Valdes (1 épisode)
- 2020 : Star Wars: The Clone Wars  : Rafa Martez (voix)
- 2021 : The good doctor: dans la salle d’attente : Maman d’un enfant de 9 ans  (épisode 15)
- 2021 : Star Wars: The Bad Batch  : Rafa Martez (voix)
- 2024 : Chicago P.D. : Détective Suarez (saison 12, épisode 6)

#### Téléfilms
- 1995 : Cap sur l'enfer de Peter Werner : Tanya Santos
- 2002 : Diagnosis Murder: Without Warning de Christian I. Nyby II : Selena Sanchez

## Théâtre
Sauf indication contraire ou complémentaire, les informations mentionnées dans cette section proviennent des bases de données IBDb et Lortel Archives,.
- 1997 : Robbers : Cleo
- 2005 : The Last Days of Judas Iscariot : Saint Monica
- 2006 : Beauty of the Father : Marina
- 2007 : A View From 151st Street : Irene
- 2008 : Unconditional : Jessica
- 2011 : The Motherf*cker with the Hat de Stephen Adly Guirgis, joué à Broadway
- 2013 : Unorganized Crime

## Distinctions
Sauf indication contraire ou complémentaire, les informations mentionnées dans cette section proviennent des bases de données IMDb et IBDb.

### Récompenses
- Theatre World Awards 2011 : meilleure distribution pour The Motherfucker with the Hat
- Outer Critics Circle Awards 2011 : meilleure actrice dans une pièce pour The Motherfucker with the Hat[8]
- 21e cérémonie des Screen Actors Guild Awards 2015 : meilleure distribution pour une série télévisée comique dans Orange Is the New Black
- 22e cérémonie des Screen Actors Guild Awards 2016 : meilleure distribution pour une série télévisée comique dans Orange Is the New Black
- 23e cérémonie des Screen Actors Guild Awards 2017 : meilleure distribution pour une série télévisée comique dans Orange Is the New Black

### Nominations
- Tony Awards 2011 : meilleure actrice dans une pièce pour The Motherfucker with the Hat
- Imagen Awards 2013 : meilleure actrice dans un second rôle pour Tio Papi
- Ovation Awards 2014 : meilleure actrice dans une pièce pour Unorganized Crime[21]
- 24e cérémonie des Screen Actors Guild Awards 2018 : meilleure distribution pour une série télévisée comique dans Orange Is the New Black

## Voix françaises
Elizabeth Rodriguez est doublé par plusieurs comédiennes. Parmi les plus fréquentes, il y a Ethel Houbiers qui l'a doublé à quatre reprises.
- Ethel Houbiers dans :
  - Quand Vient la nuit
  - Fear the Walking Dead (série télévisée)
  - Logan
  - Chance (série télévisée)

- Ingrid Donnadieu dans :
  - Star Wars: The Clone Wars (voix)
  - Star Wars: The Bad Batch (voix)

et aussi
- Véronique Biefnot dans Orange Is the New Black (série télévisée)
- Emmanuelle Rivière dans Grimm (série télévisée)
- Dorothée Pousséo dans Devious Maids (série télévisée)